# 546 (číslo)
Pět set čtyřicet šest je přirozené číslo. Následuje po čísle pět set čtyřicet pět a předchází číslu pět set čtyřicet sedm. Římskými číslicemi se zapisuje DXLVI a řeckými číslicemi φμς.

## Matematika
546 je:
- Abundantní číslo
- Složené číslo
- Nešťastné číslo

## Astronomie
- (546) Herodias je planetka hlavního pásu, kterou objevil v roce 1904 Paul Götz

## Ostatní
- 546 bývá někdy označováno jako číslo šelmy, jelikož má v devítkové soustavě zápis 666

## Roky
- 546
- 546 př. n. l.